# 사막의 대진격
《사막의 대진격》(The Desert Rats)은 미국에서 제작된 로버트 와이즈 감독의 1953년 드라마, 전쟁 영화이다. 제2차 세계 대전 중 북아프리카의 투브루크 공방전과 관련하여 이야기를 이어나간다. 20세기 폭스가 제작한 흑백 영화이다. 리차드 버튼 등이 주연으로 출연하였고 로버트 L. 잭스 등이 제작에 참여하였다.

## 출연

### 주연
- 리차드 버튼
- 로버트 뉴턴

### 조연
- 로버트 더글러스
- 토린 댓처
- 칩스 라펄티
- 버드 팅웰
- 찰스 데이비스
- 벤 라이트

## 기타
- 미술: 애디슨 허
- 미술: 라일 R. 휠러